# Mionides lichenea
Mionides lichenea là một loài bướm đêm trong họ Noctuidae.